# Orońsko (gemeente)
De gemeente Orońsko is een landgemeente in het Poolse woiwodschap Mazovië, in powiat Szydłowiecki.
De zetel van de gemeente is in Orońsko.
Op 30 juni 2004 telde de gemeente 5723 inwoners.

## Oppervlakte gegevens
In 2002 bedroeg de totale oppervlakte van gemeente Orońsko 81,91 km², waarvan:
- agrarisch gebied: 73%
- bossen: 19%

De gemeente beslaat 17,46% van de totale oppervlakte van de powiat.

## Demografie
Stand op 30 juni 2004:
| Omschrijving                   | Totaal | Totaal | Vrouwen | Vrouwen | Mannen | Mannen |
| ------------------------------ | ------ | ------ | ------- | ------- | ------ | ------ |
| eenheid                        | aantal | %      | aantal  | %       | aantal | %      |
| inwoners                       | 5723   | 100    | 2886    | 50,4    | 2837   | 49,6   |
| bevolkingsdichtheid (inw./km²) | 69,9   | 69,9   | 35,2    | 35,2    | 34,6   | 34,6   |

In 2002 bedroeg het gemiddelde inkomen per inwoner 1257,94 zł.

## Administratieve plaatsen (sołectwo)
Bąków, Ciepła, Chronów, Chronów-Kolonia Dolna, Chronów-Kolonia Górna, Chronówek, Dobrut, Guzów, Guzów-Kolonia, Helenów, Krogulcza Mokra, Krogulcza Sucha, Łaziska (sołectwa: Łaziska en Łaziska-Osiedle), Orońsko, Śniadków, Tomaszów, Wałsnów, Zaborowie.

## Aangrenzende gemeenten
Jastrząb, Kowala, Szydłowiec, Wierzbica, Wolanów